# StatCounter
StatCounter — вебсайт ірландської компанії, що є інструментом для аналізу вебтрафіку. Центральний офіс компанії розташований у Дубліні.
Статистичні дані від StatCounter в основному використовуються для того, щоб аналізувати якийсь ресурс мережі (наприклад, з яких операційних систем або браузерів відвідують сайт користувачі). Доступ до основних сервісів є безплатним, перехід до розширених послуг може коштувати від 9 до 120 $ на місяць. Вся статистика StatCounter збирається безпосередньо від хітів (а не від унікальних відвідувачів) з понад 3 мільйонів сайтів, які використовують технологію StatCounter загальним обсягом понад 15 мільярдів хітів на місяць. StatCounter не використовує штучні накрутки. 
Компанія була заснована Одганом Калленом (Aodhan Cullen, народився в 1983 році), коли йому було 16 років, і все ще залишається генеральним директором (CEO) StatCounter. Каллен здобув нагороду «Internet Hero» в 2008 році від The Eircom Golden Spider Awards. У 2007 році був названий «Молодим Європейським Бізнесменом Року» (Young European Entrepreneur of the Year) журналом BusinessWeek. 
У 2008 році компанія StatCounter перевершила відмітку в 2 млн членів. 
За статистикою Alexa.com, на жовтень 2012 року, сайт StatCounter перебував на 182 місці за відвідуваністю у світі та 196 - у США.

## Виноски
1. 1 2  Statcounter.com Site Info. Alexa Internet. Архів оригіналу за 14 грудня 2012. Процитовано 1 жовтня 2013. [Архівовано 2013-08-26 у Wayback Machine.]
2. ↑  StatCounter Global Stats. StatCounter. Процитовано 22 серпня 2012.
3. ↑  StatCounter Global Stats. StatCounter. Архів оригіналу за 14 грудня 2012. Процитовано 22 серпня 2012.
4. ↑  Kyle Lacy (2011). Twitter Marketing for Dummies. John  Wiley and Sons. с. 93. Архів оригіналу за 19 квітня 2013. Процитовано 21 травня 2011.
5. ↑  Statcounter statistics methodology. StatCounter. Архів оригіналу за 14 грудня 2012. Процитовано 12 січня 2011.
6. ↑  eircom Golden Spiders announced. Архів оригіналу за 19 листопада 2010. Процитовано 2 жовтня 2013. [Архівовано 2010-11-19 у Wayback Machine.]
7. ↑  Information and results for 'StatCounter Founder named as Businessweek Young European Entrepreneur of the Year.' | AccessMyLibrary - Promoting library advocacy
8. ↑  John Kennedy (3 серпня 2007). The Friday interview: Aodhan Cullen, StatCounter. siliconrepublic.com. Архів оригіналу за 19 жовтня 2012. Процитовано 21 вересня 2012.